# Memcached
Memcached [ˈmɛm.kæʃ.tː] ist ein Cache-Server. "Server" in der Bedeutung Soft-ware (die im selben Rechner laufen kann). Dieser Server dient zum Hinterlegen und Abholen von Daten aus dem Arbeitsspeicher. Die Software findet hauptsächlich Verwendung für dynamischen Websites, die Daten aus Datenbanksystemen zeitweise auf dem Server hinterlegen. Sie dient bei vielen dynamischen Websites mit Datenbankanbindung zur Leistungs-Verbesserung, indem durch die Vorhaltung von wichtigen Daten im Arbeitsspeicher Festplattenzugriffe vermieden werden beziehungsweise der Aufruf von aufwändigen und häufig verwendeten Datenbankabfragen – insbesondere SELECT-Anweisungen – minimiert wird. Dank Veröffentlichung unter der BSD-Lizenz (Berkeley Software Distribution) ist sie frei verwendbar.

## Geschichte
Memcached wurde ursprünglich von der Firma Danga Interactive für das Internetportal LiveJournal entwickelt. Bis zum 15. Juni 2003 stand die Software unter der GPL, als die Lizenzierung zur BSD-Lizenz geändert wurde. Mittlerweile ist der Einsatz der Software weit verbreitet und dient beispielsweise allein bei Facebook und der Wikipedia zur Bedienung von Milliarden von Nutzern im Monat.

## Funktionsweise
Die Verbindung zu einem solchen Server findet über die Protokolle TCP und IP statt. Daten werden mit einem eindeutigen Schlüsselwert versehen (vergleichbar mit dem Namen einer Variablen) und als Zeichenketten im Arbeitsspeicher abgelegt. Um das Abspeichern von Datentypen wie Ganz- oder Fließkommazahlen sowie Objekten zu ermöglichen, werden diese Daten durch die meisten Programmbibliotheken im Vorfeld serialisiert.
Daten können entweder dauerhaft oder zeitweise abgespeichert werden. Für den letzteren Fall übernimmt memcached das Löschen automatisch.

## Beispiele

### PHP
```
// Verbindung herstellen

$memcached
 
=
 
@
memcache_connect
(
'localhost'
,
 
11211
)

             
or
 
die
(
'FEHLER! Die Verbindung zum Server ist fehlgeschlagen!'
);

// Die Zeichenkette 'Hallo' unter der Bezeichnung 'wert1'

// für 1800 Sekunden abspeichern

$memcached
->
add
(
'wert1'
,
 
'Hallo'
,
 
false
,
 
1800
);

// Die Zeichenkette 'Hallo, nochmal' unter der Bezeichnung 'wert2'

// dauerhaft (Wert 0) in komprimierter Form abspeichern

$memcached
->
add
(
'wert2'
,
 
'Hallo, nochmal'
,
 
MEMCACHE_COMPRESSED
,
 
0
);

// 'wert1' löschen

$memcached
->
delete
(
'wert1'
);

// 'wert2' mit dem Ganzzahlenwert 5979 ersetzen und für 23979 Sekunden

// unkomprimiert abspeichern. Vorhandene Werte müssen mit replace() überschrieben

// werden. Eine Verwendung von add() würde in einem solchen Fall zu einem

// Fehler führen!

$memcached
->
replace
(
'wert2'
,
 
5979
,
 
false
,
 
23979
);

// 'wertObjekt' für 10 Sekunden mit dem Wert einer Instanz der PHP-Klasse

// stdClass anlegen

$memcached
->
add
(
'wertObjekt'
,
 
new
 
stdClass
(),
 
false
,
 
10
);

// das gespeicherte Objekt von 'wertObjekt' ausgeben

echo
 
var_export
(
$memcached
->
get
(
'wertObjekt'
),
 
true
);

// sämtliche Statistiken, die der Server zur Verfügung stellt, ausgeben

var_dump
(
$memcached
->
getStats
());

// alle Werte löschen

$memcached
->
flush
();

// Verbindung wieder schließen

$memcached
->
close
();

```

### Perl
```
use
 
Modern::Perl
;

use
 
Cache::Memcached::Fast
;

# neues memcached-Objekt erzeugen

#

my
 
$cache
 
=
 
Cache::Memcached::Fast
->
new
({
 
servers
 
=>
 
[
 
'127.0.0.1:11211'
,
 
'192.168.50.55:11211'
 
]
 
});

# ein einfaches key/value Paar speichern

#

$cache
->
set
(
 
'key'
,
 
'value'
 
);

# komplexe Datenstrukturen speichern

#

$cache
->
set
(
 
'key'
,
 
{
 
name
 
=>
 
'John'
,
 
age
 
=>
 
22
 
}
 
);

# gespeicherte Daten abfragen

#

my
 
$data
 
=
 
$cache
->
get
(
 
'key'
 
);

# einen Datensatz löschen

#

$cache
->
delete
(
 
'key'
 
);

# alle Werte löschen

#

$cache
->
flush_all
;

# Verbindung schließen

#

$cache
->
disconnect_all
;

```

### Java
```
// Liste für die Server erstellen

List
<
InetSocketAddress
>
 
memcachedServers
 
=
 
new
 
ArrayList
<
InetSocketAddress
>
();

memcachedServers
.
add
(
 
new
 
InetSocketAddress
(
"localhost"
,
11211
)
 
);

// Verbindung herstellen

MemcachedClient
 
memcachedClient
 
=
 
new
 
MemcachedClient
(
memcachedServers
);

// Die Zeichenkette "Hallo" für eine Stunde (3600 Sekunden) unter der Bezeichnung "wert1" abspeichern

memcachedClient
.
add
(
"wert1"
,
 
3600
,
 
"Hallo"
);

// "wert1" löschen

memcachedClient
.
delete
(
"wert1"
);

// alle Werte löschen

memcachedClient
.
flush
()

```

## Missbrauch als DDoS-Werkzeug
Aus dem öffentlichen Internet erreichbare memcached-Server können von Angreifern verwendet werden, um Denial-of-Service-Angriffe zu verstärken. Da die Antwort auf eine memcached-Anfrage in der Regel bedeutend größer als die Anfrage ist, kann der Angreifer, wie bei einer DNS Amplification Attack, die Menge der an das Angriffsziel geschickten Daten erhöhen. Diese Angriffstechnik wurde bei einer Attacke auf github.com Ende Februar 2018 genutzt, um die bis dahin höchste bei einem DDoS-Angriff beobachtete Datenrate zu erreichen.
Nur bei memcached-Servern, die hinter einer Firewall stehen, ist ein Missbrauch ausgeschlossen. Die Identifizierung der ungeschützten Server wird nach Experteneinschätzung noch mehrere Monate dauern.

### Programmbibliotheken
- ASP.NET
- C
- Java
- Perl
- PHP
- Python
- Ruby
- Go

### Software, die memcached verwendet
- MediaWiki
- Memcached Functions for MySQL – MySQL-Schnittstelle
- pgmemcached – PostgreSQL-Schnittstelle
- Drupal
- Ruby on Rails
- Symfony
- CodeIgniter